# Afrotragulus
Az Afrotragulus az emlősök (Mammalia) osztályának párosujjú patások (Artiodactyla) rendjébe, ezen belül a kancsilfélék (Tragulidae) családjába tartozó fosszilis nem.

## Tudnivalók
Az Afrotragulus-fajokat korábban a szintén fosszilis Dorcatherium nembe sorolták be. Ezek az állatok a kora miocén korszak idején éltek, azon a helyen ahol manapság Kenya fekszik.

## Rendszerezés
A nembe az alábbi 2 faj tartozik:
- Afrotragulus moruorotensis Pickford et al., 2001 - típusfaj
- Afrotragulus parvus Withworth et al., 1958

## Fordítás
- Ez a szócikk részben vagy egészben  az   Afrotragulus című angol Wikipédia-szócikk ezen változatának fordításán alapul.  Az eredeti cikk szerkesztőit annak laptörténete sorolja fel. Ez a jelzés csupán a megfogalmazás eredetét és a szerzői jogokat jelzi, nem szolgál a cikkben szereplő információk forrásmegjelöléseként.